# Xổ số tại Hoa Kỳ
Tại Hoa Kỳ, các xổ số được điều hành bởi 48 đơn vị: 45 tiểu bang cùng với Quận Columbia, Puerto Rico, và Quần đảo Virgin thuộc Mỹ.
Các xổ số phải tuân thủ pháp luật và được vận hành độc lập bởi mỗi đơn vị, và không có tổ chức xổ số quốc gia. Tuy nhiên, các liên minh của các xổ số tiểu bang thường cùng tổ chức các trò chơi trải rộng trên diện tích địa lý lớn hơn, và các trò chơi này thường có giải thưởng lớn hơn. Hai trò chơi xổ số lớn, Mega Millions và Powerball, đều được cung cấp ở gần hết tất cả các đơn vị vận hành xổ số, và chúng hoạt động như xổ số quốc gia "thực tế".
Vào năm tài chính 2018, người Mỹ đã chi tiêu 77,7 tỷ đô la cho các xổ số khác nhau, tăng khoảng 5 tỷ đô la so với năm 2017.

## Lịch sử
Nhà sử học Neal Millikan đã sử dụng các quảng cáo trên báo trong thời kỳ thuộc địa để tìm thấy ít nhất 392 cuộc xổ số đã được tổ chức trong 13 thuộc địa.
Xổ số không chỉ được sử dụng như một hình thức giải trí mà còn là một nguồn thu để giúp tài trợ cho các thuộc địa. Các nhà tài trợ của Jamestown, Virginia, ví dụ, đã tài trợ các cuộc xổ số để kiếm tiền để hỗ trợ thuộc địa của họ. Những cuộc xổ số này khá tinh vi cho thời kỳ đó và thậm chí còn bao gồm các người chiến thắng ngay lập tức. Không lâu sau đó, mỗi trong số 13 thuộc địa ban đầu đã thành lập một hệ thống xổ số để tăng thu nhập.
Trong giai đoạn sau độc lập sớm, các nhà lập pháp thường ủy quyền cho các cuộc xổ số để tài trợ cho các trường học, đường phố, cầu và các công trình công cộng khác. Những nhà cải cách tín hữu trong những năm 1830 bắt đầu lên án các cuộc xổ số dựa trên lý do đạo đức và kiến nghị với các cuộc họp đại biểu và hội nghị hiến pháp để cấm chúng. Các vụ bê bối liên tục liên quan đến xổ số và sự phản đối chung đối với tham nhũng của quốc hội sau Panic of 1837 cũng góp phần vào tình thế phản đối xổ số. Chỉ từ năm 1844 đến 1859, có 10 hiến pháp mới của các tiểu bang chứa đựng lệnh cấm xổ số. Đến năm 1890, xổ số đã bị cấm ở tất cả các tiểu bang trừ Delaware và Louisiana.
Các xổ số ở Hoa Kỳ không phải lúc nào cũng có danh tiếng tốt. Một cuộc xổ số sớm nhất đặc biệt là Quốc gia, được Quốc hội thông qua với mục đích trang trí Washington, D.C. và được chính quyền địa phương quản lý, đã trở thành chủ đề của một vụ án quan trọng tại Tòa án Tối cao Hoa Kỳ - Cohens v. Virginia.
Cuộc xổ số này không bao giờ trả thưởng, và nó đã làm nổi lên vấn đề phổ biến về sự gian lận trong các cuộc xổ số ở Hoa Kỳ. Cuộc biểu tình phản đối xổ số cuối cùng đã bùng nổ khi, đến năm 1860, tất cả các tiểu bang đã cấm xổ số trừ Delaware, Missouri và Kentucky. Sự hiếm hoi của các cuộc xổ số ở Hoa Kỳ có nghĩa là vé được vận chuyển qua cả nước và cuối cùng dẫn đến sự hình thành các cuộc xổ số bất hợp pháp. Năm 1868, sau nhiều năm hoạt động bất hợp pháp, Công ty Xổ số Louisiana đã được cấp giấy phép 25 năm cho hệ thống xổ số tiểu bang. Giấy phép này được Quốc hội thông qua do sự hối lộ mạnh từ một tổ chức tội phạm ở New York. Công ty Xổ số Louisiana thu được 90% doanh thu từ việc bán vé qua các biên giới tiểu bang. Những vấn đề tham nhũng tiếp tục này đã dẫn đến việc cấm hoàn toàn các cuộc xổ số ở Hoa Kỳ vào năm 1895. Đã được phát hiện rằng các nhà tài trợ của Công ty Xổ số Louisiana đã tích lũy số tiền khổng lồ từ các nguồn không hợp pháp và Quốc hội đầy tham nhũng. Trước khi có xổ số được tài trợ bởi chính phủ, nhiều cuộc xổ số bất hợp pháp như trò chơi số đã phát triển mạnh.

### Thời đại hiện đại
Cuộc xổ số chính phủ đầu tiên được tổ chức ở Hoa Kỳ vào năm 1934 tại Puerto Rico. Một thập kỷ sau đó, vào năm 1964, New Hampshire Lottery được thành lập.
Vé xổ số tức thì, còn được gọi là vé cào, đã được giới thiệu vào những năm 1970 và đã trở thành một nguồn thu chính của xổ số. Các cuộc xổ số cá nhân thường có các trò chơi ba số hoặc bốn số tương tự như trò chơi số; một trò chơi năm số, và một trò chơi sáu số (hai trò chơi cuối thường có một jackpot tiến độ.) Một số cuộc xổ số cũng cung cấp ít nhất một trò chơi tương tự như keno, và một số cung cấp các trạm máy xổ số video. Hiện nay, nhiều cuộc xổ số ở Hoa Kỳ hỗ trợ hệ thống giáo dục công.
Đến tháng 11 năm 2019, đã có cuộc xổ số ở 45 tiểu bang, Quận Columbia, Puerto Rico và Quần đảo Virgin thuộc Hoa Kỳ; tiểu bang Hoa Kỳ mới nhất hợp pháp hóa xổ số là Mississippi, với thành viên ủy ban xổ số được bổ nhiệm vào ngày 19 tháng 10 năm 2018.
Trò chơi xổ số nhiều tiểu bang đầu tiên ở Hoa Kỳ được thành lập vào năm 1985 tại Maine, New Hampshire và Vermont; trò chơi chủ đạo của nó vẫn là Tri-State Megabucks. Năm 1988, Hiệp hội Xổ số Đa tiểu bang (MUSL) được thành lập với Iowa, Kansas, Missouri, Oregon, Rhode Island, West Virginia và Quận Columbia là các thành viên đầu tiên; nó nổi tiếng với trò chơi Powerball, được thiết kế để tạo ra các jackpot lớn. Một cuộc xổ số chung khác, The Big Game (hiện được gọi là Mega Millions), được thành lập vào năm 1996 bởi sáu cuộc xổ số làm thành viên đầu tiên.
Đến tháng 10 năm 2020, 45 cuộc xổ số tiểu bang đều cung cấp cả Mega Millions và Powerball như kết quả của thỏa thuận năm 2009 giữa tổ chức Mega Millions và MUSL để cấp phép chéo cho nhau, mặc dù hai tổ chức này vẫn tiếp tục quản lý Mega Millions và Powerball một cách riêng biệt. Mississippi là tiểu bang mới nhất tham gia cả hai, bắt đầu bán vé vào tháng 1 năm 2020. Puerto Rico là khu vực duy nhất không cung cấp cả hai, vì họ không cung cấp Mega Millions.

## Xổ số Hoa Kỳ

Bản đồ các tiểu bang và vùng lãnh thổ Hoa Kỳ cung cấp Powerball. Powerball là trò chơi xổ số rộng rãi nhất, và mọi tiểu bang Hoa Kỳ hoặc vùng lãnh thổ đều tham gia.